# 向水遙
向水 遙（むこうみず はるか）は、日本の漫画家、イラストレーター。

## 経歴など
『月刊少年ガンガン』（エニックス（現・スクウェア・エニックス））の1997年02号（当時、少年ガンガンは月2回刊であった）から1997年21号までゲーム『ポケットモンスター』を題材にした4コマ漫画集『ポケットモンスター ギャグワールド』の連載に参加。
1996年11月8日からエニックス（現・スクウェア・エニックス）から発行された『ポケットモンスター 4コママンガ劇場』にも1巻から最終巻である5巻まで参加、2巻から5巻までのカバーイラストを担当している（なお、1巻はポケモンの公式イラストの転用）。
独特の絵のタッチ、ネタのブラックさで知られる。作品ではかわいらしい絵柄でポケモンたちを描きながらも、キャラそれぞれに濃い個性付けがなされ、特に主人公ピカチュウに事あるごとに陰湿に絡む（頬つねりから始まり、様々なサディスティック行動に出る）ライバル役のコイルのインパクトは強かった（他には、ピカチュウを愛するがあまりに、バレンタインデーのチョコに眠りごなを仕込みそうになるなど、狂気的行動が目立つ女の子ライチュウなどもフィーチャーされていた）。読者の人気も高く、ページ数的にも同誌の4コマ作家陣の倍以上を請け負っていた。絵は基本的にアナログで、カラー絵の着彩のみデジタル。
現在は個人サークル「あくあぼっくす」で活動中。コミケやコミティア等でオリジナルの4コマ漫画同人誌を頒布している。